# Konrad Loewe

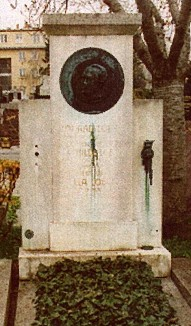
Hřbitov Döbling, hrob Konrada Löweho

Konrad Loewe, vlastním jménem Konrad Löw (6. února 1856, Prostějov – 11. února 1912, Vídeň) byl rakouský herec a dramatik.

## Životopis
Konrad Loewe původně studoval práva na Vídeňské univerzitě, ale od roku 1880 se plně věnoval divadlu. Hrál v Elblągu, Brně, Teplicích, Olomouci, Berlíně, Vratislavi, Hamburku, Štýrském Hradci a od roku 1888 ve Vídni.

## Dílo
- Paul Kroloff (1884)
- Leben und Lieben (1890)
- Herzog Theodor von Gothland (1892)